# Lista över storleksordningar för energi

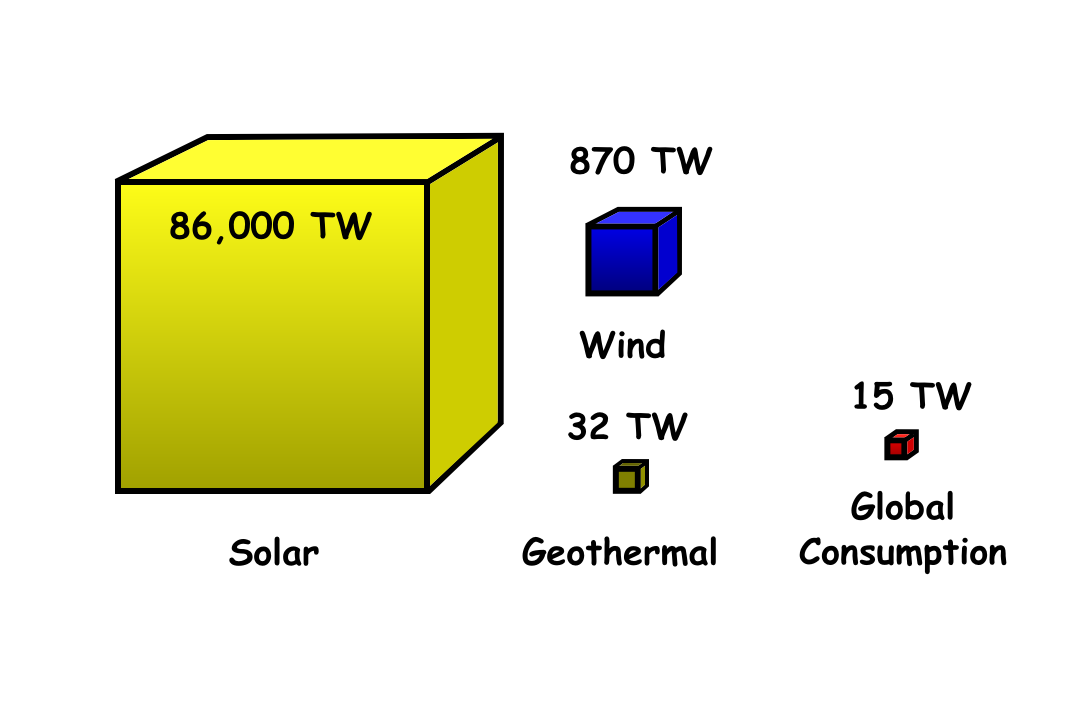
Olika storleksordningar av naturlig energiomvandling från sol, vind och geotermi versus genomsnittlig global konsumtionshastighet (1 W = 1 J/s)

Denna lista jämför olika energier i joules [J], sorterat i storleksordning.
| Faktor (Joule) | SI prefix  | Värde                                                                                       | Sammanhang                                                                                                 |
| -------------- | ---------- | ------------------------------------------------------------------------------------------- | --- |
| 106            | mega- (MJ) | 1×106 J                                                                                     | kinetisk energi i ett fordon på 2 tons som färdas 32 meter per sekund (115 km/h)                           |
| 106            | mega- (MJ) | 1.2×106 J                                                                                   | ungefärlig energi i maten från ett tilltugg såsom en snickerskaka (280 matkalorier)                        |
| 106            | mega- (MJ) | 3.6×106 J                                                                                   | = 1 kW·h (kilowatt-timme) använd som elektricitet                                                          |
| 106            | mega- (MJ) | 8.4×106 J                                                                                   | rekommenderat dagligt intag av energi från mat för en måttligt aktiv kvinna (2000 matkalorier)             |
| 107            |            | 1×107 J                                                                                     | kinetisk energi från den armeringspenetrerande ammunitionen avfyrat från en ISU-152 tankvagn[källa behövs] |
| 107            | 1.1×107 J  | rekommenderat dagligt intag av energi från mat för en måttligt aktiv man (2600 matkalorier) | |
| 107            | 3.7×107 J  | 1 USD av elektrisk energi vid en kostnad av 0.10 USD/kWh (detaljhandelspris i USA 2009)     | |
| 107            | 4×107 J    | energin från förbränningen av 1 kubikmeter naturgas                                         | |